# Huntington Park (Nouvelle-Zélande)
Pour les articles homonymes, voir Huntington Park.
Huntington Park  est une banlieue est de la cité d’Auckland, située dans l’île du Nord de la Nouvelle-Zélande.

## Situation
La zone est délimitée au nord par Ti Rakau Drive, à l’est par Te Irirangi Drive, et vers le sud et l’ouest par Greenmount Drainage Reserve.  
Le secteur était appelé Greenmount sur  certains cartes. 
Le centre commercial « The Hub » est dans le quartier nord-est.

## Municipalités limitrophes
La plupart des maisons furent construites dans les années 1990.
Même en 1998, la zone était encore essentiellement rurale.

## Histoire
La famille Guy exploita une ferme dans le secteur pendant 40 ans à la fin du XIXe siècle. Le domicile des Guy, construit en 1898, fut sévèrement endommagé par un incendie suspect en 2012.
La maisons fut ultérieurement restaurée,.

## Démographie
Huntington Park avait une population de 1 902 habitants lors du recensement de 2018 en Nouvelle-Zélande, en diminution de 72 personnes (soit -3,6 %) depuis le recensement de 2013 en Nouvelle-Zélande, et en augmentation de 54 personnes( soit 2,9 %) par rapport au recensement de 2006 en Nouvelle-Zélande. 
Il y avait alors 795 logements. 
On comptait 879 hommes pour 1 020 femmes donnant ainsi un sexe-ratio de 0,86 homme pour une femme. 
L’âge médian était de 41,7 ans avec 273 personnes (soit 14,4 %) âgées de moins de 15 ans, 327 personnes (soit 17,2 %) âgées de 15 à 29 ans, 870 personnes(soit 45,7 %) âgées de 30 à 64 ans, et 432 personnes (soit 22,7 %) âgées de 65 ans ou plus.
L’ethnicité était  47,2 % européens/Pākehā, 3,2 % de Māori, 2,2 % de personnes du Pacifique, 45,4 % d’origine asiatiques et 6,3 % d’autres ethnicités (le total pouvant faire plus de 100 % dans la mesure où une personne peut s’identifier avec des ethnicités multiples selon ses ascendants).
La proportion de personnes nées outre-mer était de 59,0 %, comparée aux 27.1 % au niveau national.
Bien que certaines personnes refusent de donner leur réligion , 39,0 % disent n’avoir aucune religion, 38,3 % étaient chrétiens, 5,7 % étaient Hindouistes, 3,8 % étaient Musulmans, 3,9 % étaient Bouddhistes  et 3,8 % avaient une autre religion.
Parmi ceux d’au moins 15 ans d’âge, 459 personnes (soit 28,2 %) avait une licence ou un degré supérieur et 198 personnes (soit 12,2 %) n’avaient aucune qualification formelle. 
Le revenu médian était de 31,300 $. 
Le statut d’emploi de ceux de plus de 15 ans était pour 732 personnes (soit 44,9 %) un emploi à plein temps, pour 189 personnes (soit 11,6 %) un temps partiel, et 66 personnes (soit 4,1 %) étaient sans emploi.